# Horton (Buckinghamshire)
Horton – przysiółek w Anglii, w hrabstwie Buckinghamshire. Leży 11,9 km od miasta Aylesbury, 27,1 km od miasta Buckingham i 55,4 km od Londynu. W latach 1870–1872 miejscowość liczyła 179 mieszkańców. Horton jest wspomniana w Domesday Book (1086) jako Hortone.